# Marie Marguerite Françoise Jaser
Marie Marguerite Françoise Jaser, född 1782, död 1873, var en fransk konstnär. 
Hon är känd för sina miniatyrporträtt. Hon är representerad vid Nationalmuseum. 